# Habib Diarra
Mouhamadou Habib Diarra (* 3. Januar 2004 in Guédiawaye, Senegal) ist ein französisch-senegalesischer Fußballspieler. Der defensive Mittelfeldspieler spielt seit 2025 für den AFC Sunderland.

## Karriere

### Verein
Diarra begann 2011 in der Jugendabteilung vom FC Mulhouse. 2018 wechselte er in die Jugend von Racing Straßburg. Im August 2021 stand er erstmals im Kader der A-Mannschaft. Sein Debüt feierte er nach zwischenzeitlichen weiteren Nominierungen im Oktober 2021, als er im Spiel gegen die AS Saint-Étienne in der 89. Minute für Ibrahima Sissoko ins Spiel kam. Es folgte eine längere Phase des Wechsels zwischen Bank und Tribüne, in der er auch für die zweite Mannschaft aktiv war. Im April des folgenden Jahres stand er in drei weiteren Spielen der Profimannschaft auf dem Platz, so dass am Ende der Saison vier Partien zu Buche standen.
Im Juli 2025 wechselt er zum AFC Sunderland und unterschrieb dort einen Vertrag bis 2030.

### Nationalmannschaft
Diarra kam 2020 in drei Spielen der französischen U16 zum Einsatz. 2021 folgte das erste Spiel für die U18.